# Mexikói forradalom
A mexikói forradalom egy 1910. november 20-án kezdődő, évekig tartó fegyveres konfliktus volt, amelynek során polgárháború, kormányváltások és társadalmi feszültségek jellemezték az országot. Kitörésének oka Porfirio Díaz sokak által diktatórikusnak tartott kormányzása volt, de miután Díaz lemondott, az újabb és újabb kormányok ellen is felkelések törtek ki. Hogy mikor ért véget a forradalom, arról megoszlanak a vélemények: vannak, akik szerint az 1917-es querétarói alkotmány kiadásával már lezárult, mások viszont azt mondják, az ez utáni évek is még beleszámítandók a forradalom időszakába.

## A forradalom története

### Előzmények és a forradalom kitörése
Porfirio Díaz hatalma 1876 óta tartott, minden választáson újraválasztották. A korábbi, háborúktól és polgárháborúktól sújtott évtizedek után a Díaz-rendszer, az úgynevezett porfiriátus politikai stabilitást, békét, és lassú fejlődést hozott Mexikónak, ám rendszere főként a hazai és külföldi nagybirtokosoknak és oligarcháknak kedvezett, az alsóbb rétegek lassan elszegényedtek, a parasztok földjeit pedig számos államban erőszakkal kisajátították a haciendák tulajdonosai. A felsőbb réteg hihetetlen fényűző életmódot folytatott, míg egy munkáscsalád a napi kenyeret elég nehezen kereste meg. Elnyomták az indián őslakosságot is, sokan napszámban, munkatelepeken voltak kénytelenek dolgozni nyomorúságos és megalázó körülmények között, nemzeti hovatartozásuk miatt üldözték is őket. A nép elégedetlensége folyamatosan növekedett, a helyzetet pedig súlyosbította az 1908-as világgazdasági válság és az ugyanezen időszakban jelentkező aszály is, aminek hatására az élelmiszerárak is jelentősen megemelkedtek. Már 1906-ban és 1907-ben mutatkoztak a feszültség jelei: a cananeai bányászok sztrájkját és felkelését éppúgy véresen verték le, mint a Río Blancó-i textilmunkásokét.
1907 decemberében Díaz egy nagy visszhangot kiváltó interjút adott James Creelmannek, a Pearson’s Magazine újságírójának: az interjúban kijelentette, hogy többé nem indul az elnökválasztáson. 1910-re azonban megváltoztatta álláspontját, és mégis elindult. Fő ellenjelöltjeként Francisco Ignacio Madero lépett fel, akit azonban még a választás előtt börtönbe zártak. A választást ismét Díaz nyerte, de Madero októberben megszökött börtönéből, és a texasi San Antonióban kiadta a San Luis-tervet, amelyben fegyveres felkelésre szólított fel Díaz kormánya ellen. Novemberben fegyvert fogtak az ország több államában is: így tört ki a forradalom.

### Az első harcok és Díaz lemondása

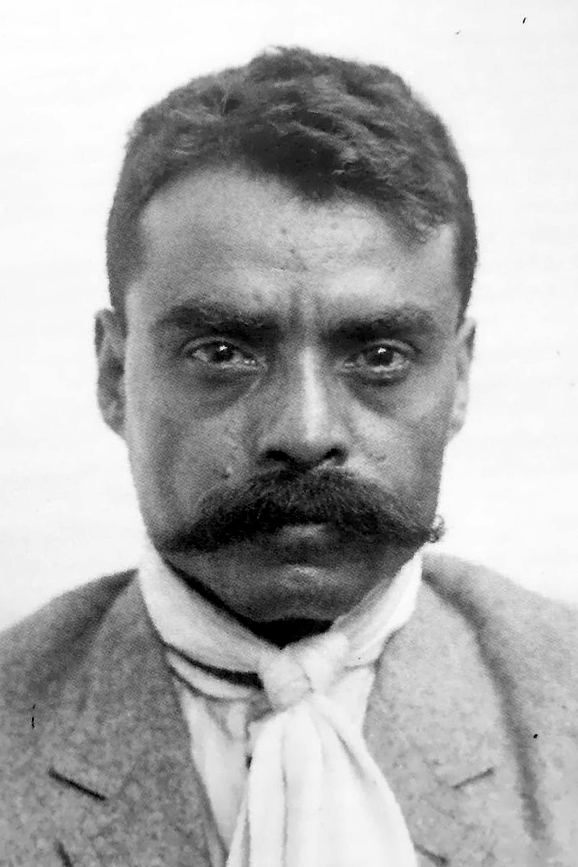
Emiliano Zapata, a forradalom egyik vezére

A legintenzívebb harcok az északi Chihuahua államban folytak, ahol Pancho Villa és Pascual Orozco seregei sikerrel vették fel a harcot a kormányerőkkel. Délen, Morelos államban Emiliano Zapata erői harcoltak. Madero 1911 tavaszán béketárgyalásokat kezdeményezett Díaz küldötteivel, ám a forradalmárok Madero tervei ellenére elfoglalták az északi határvárost, Ciudad Juárezt, ebben a helyzetben pedig Díaz nem tehetett mást, mint hogy 1911. május 25-én lemondott. Az Ipiranga nevű hajón Európába utazott, és Párizsban telepedett le.

### A Madero-kormány és bukása
Díaz bukása után ideiglenesen Francisco León de la Barra vette át a kormányzást, majd szabad választásokat tartottak, ahol óriási fölénnyel Maderót választották meg elnökké, José María Pino Suárezt pedig alelnökké. A Madero-kormány azonban nem tudta beváltani a hozzá fűzött reményeket: az ígért földosztás elmaradt, ezért a zapatisták hamar szembefordultak vele. Zapata novemberben kiadta az Ayala-tervet, amiben a kormány távozását követelte. 1912 márciusában fellázadt Orozco is, de mozgalmát hónapokon belül leverték.
Támadták a kormányt másik oldalról is: a régi rendszer híveit ráadásul az Amerikai Egyesült Államok is támogatta, leginkább nagykövetükön, Henry Lane Wilsonon keresztül. Porfirio Díaz emberei közül először Félix Díaz robbantott ki egy felkelést Veracruzban, ami szintén kudarcot vallott, majd ugyanerre a sorsra jutott Bernardo Reyes szervezkedése is. 1913. február 9-én azonban Manuel Mondragón, Gregorio Ruiz és Cecilio Ocón szervezésében újabb felkelés kezdődött, ezúttal Mexikóvárosban. A következő napokban (ezt az időszakot később tragikus tíz napnak neveztek el) véres harcok dúltak a fővárosban, Madero korábbi bizalmasa, Victoriano Huerta pedig, aki az elnök védelmének vezetésével volt megbízva, elárulta és foglyul ejtette Maderót és Pino Suárezt. A foglyokat lemondásra kényszerítették, így február 19-én a törvények értelmében a külügyi titkár, Pedro Lascuráin Paredes lépett az elnöki székbe, aki azonban 45 perc elteltével lemondott, ezalatt pedig mindössze annyit tett, hogy kinevezte Huertát kormányzati titkárrá, így lemondása után azonnal Huerta lett az elnök.

### Harc Huerta ellen

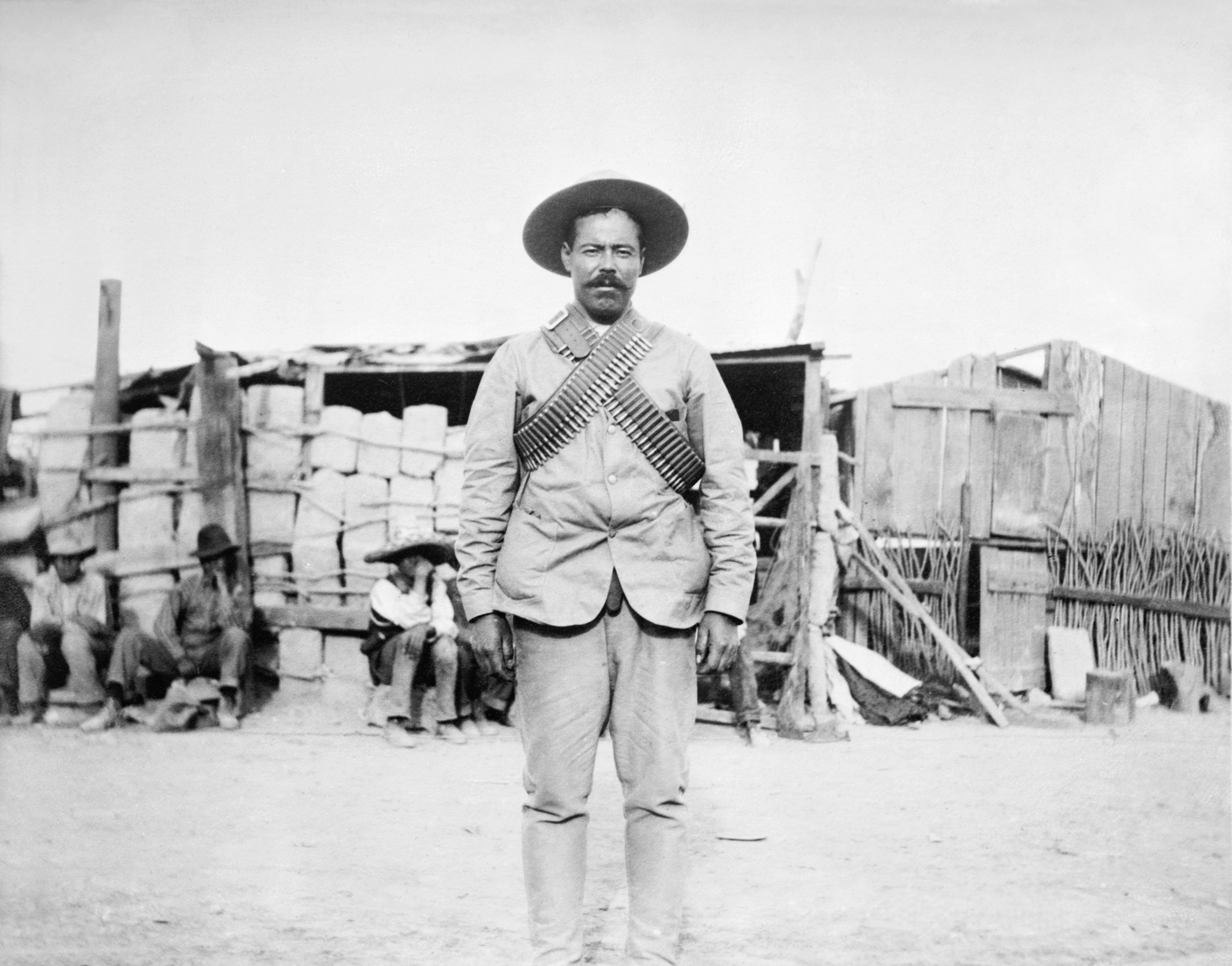
Pancho Villa, a forradalom egyik legjelentősebb vezéralakja

Victoriano Huerta igyekezett visszaállítani a régi rendszert, ráadásul októberben a kongresszust is feloszlatta, így kormányzása diktatórikussá vált. Mind a korábbi hű maderista Pancho Villa, mind a Madero ellen fellépő Emiliano Zapata, mind pedig a Maderót korábban lebecsülő, majd pártjára álló coahuilai Venustiano Carranza harcba szállt a Huerta-kormánnyal. Váltakozó eredményű harcok után az ellenzéki erők kerekedtek felül: 1914 júliusában Huerta is lemondásra kényszerült, és ugyanazon a hajón, mint annak idején Porfirio Díaz, az Egyesült Államokba menekült.
A forradalmárok különböző csoportjai azonban nem tudtak megegyezni a folytatásról, ezért októberben Carranza egy forradalmi konventet hívott össze a fővárosba, ami később Aguascalientesbe költözött. A gyűlés elfogadta az Ayala-tervben évekkel ezelőtt megfogalmazottakat, és ideiglenes elnökké választotta Eulalio Gutiérrezt. Mivel Zapata, Pancho Villa és híveik támogatták a gyűlés eredményeit, Carranza viszont nem, így a polgárháború tovább mélyült.

### Carranza és az alkotmány
1914 végén főként a konvent hívei uralták az ország nagy részét, az alkotmánypárti carranzisták csak a partvidékeket és néhány egyéb várost, de a következő év harcai során Carranza erői vették át a hatalmat szinte a teljes ország területén. Carranza azonban egyre békülékenyebb politikát folytatott az Egyesült Államokkal, sőt, sokak szerint egyenesen az USA érdekeit szolgálta Mexikóéi helyett. Pancho Villa azonban ebben óriási veszélyt látott, úgy vélte, az Egyesült Államok „el akarja nyelni” Mexikót. 1916 áprilisában ezért Villa és néhány száz embere váratlan csapást mért az Új-Mexikó állam területén található Columbusra, majd délre menekült. Az Egyesült Államok útjára indított egy hónapokig tartó „büntető expedíciót”, azonban nem tudtak Villa nyomára akadni, és egy idő után már maga Carranza sem nézte jó szemmel az idegen csapatok jelenlétét az országban, ezért az amerikaiak végül sikertelenül kivonulni kényszerültek.
Bár Carranza eredetileg az 1857-es alkotmány helyreállítását szerette volna elérni, végül úgy döntött, egy teljesen új alkotmányt írnak. Az alkotmányozó gyűlés 1917 januárjában ült össze Querétaróban. Az új alkotmány legfontosabb rendelkezései kimondták, hogy az oktatás ezentúl kötelező, ingyenes és világi lesz, az egyházaknak nem lehetnek birtokai és nem rendelkezhetnek a bányakincsekkel sem, tagjaik pedig nem vehetnek részt a belpolitikában.

## A konfliktusok áldozatai
A forradalom során a kormányerők és a forradalmárok megannyi visszaélést, gyilkosságot is elkövettek. A felek közti összecsapásokban sokan haltak meg, mindkét fél tömeges kivégzéseket rendezett, hogy leszámoljon az áruló-nak titulált másik oldal embereivel. Nagyon magas volt a civil áldozatok száma, mert sok olyan, a forradalmi seregektől önállóan működő csoport (banda) szerveződött, akik saját szakállukra, zsákmányszerzés végett hadakoztak, az elkövetett bűntetteket, pedig nemzeti célokkal próbálták palástolni. A mexikói forradalomnak vagy egymillió háromszázezer halottja volt. Mexikó gazdasága is súlyos károkat szenvedett az évekig tartó belső háborúskodások miatt.